# قناة الرابعة الفضائية
قناة الرابعة الفضائية هي قناة تلفزيونية فضائية عراقية أسسها غزوان جاسم في عام 2021، تبث في العراق ومقرها في بغداد وتم تنصيب الإعلامي والصحفي غزوان جاسم كمدير عام للقناة أيضا.

## سبب التسمية
يمثل هذا الاسم السلطة الرابعة، وهو مصطلح يطلق عموما على الصحافة ووسائل الاعلام لأبراز دورها المؤثر ليس في تعميم الأخبار والمعرفة فحسب بل بتشكيل الرأي، الإفصاح عن المعلومات، خلق القضايا وتمثيل الشعب.

## الناقل الحصري للاتحاد الاسيوي لكرة القدم
حصلت قناة الرابعة الفضائية على حقوق بث مباريات بطولات الاتحاد الآسيوي لكرة القدم بشكل حصري بجميع مسابقاتها لغاية عام 2024 بمبلغ يقدر 12 مليون دولار أميركي.

## قناة الرابعة الرياضية
تم إطلاق قناة الرابعة الرياضية في الأول من أكتوبر 2021 لبث الأحداث والمباريات الرياضية.

## الرعايات والاتفاقيات
ابرمت مجموعة قنوات الرابعة الفضائية في أغسطس 2023 عده اتفاقيات من اهمها مع مجموعة قنوات بي إن سبورتس القطرية ولمدة سنتين حيث تتيح هذه الاتفاقية ببثت جميع البطولات التي تمتلكها مجموعة بي ان سبورتس عبر قناة الرابعة الرياضية حصريا داخل العراق.
شبكة نجوم الرابعة (جزء من مؤسسة الرابعة الاعلامية) ابرمت اتفاق رعاية مع نادي ديالى الرياضي في أكتوبر 2023 حيث ستكون شبكة نجوم الرابعة الراعي الرسمي لنادي ديالي لمدة موسمين بدءا من الموسم المقبل.

## البرامج
- صوت الملاعب
- ستوديو الأطباء
- حلقة وصل
- شكو ماكو
- شبابنا
- نقطة الصفر
- صباح الرابعة
- بين الناس

## وصلات خارجية
- الموقع الإلكتروني الرسمي